# Alconeura candida
Alconeura candida är en insektsart som först beskrevs av Ruppel och Delong 1952.  Alconeura candida ingår i släktet Alconeura och familjen dvärgstritar. Inga underarter finns listade i Catalogue of Life.